# Miguel Ángel Rugilo
Miguel Ángel Rugilo (Buenos Aires, 19 gennaio 1919 – Buenos Aires, 16 settembre 1993) è stato un calciatore argentino, di ruolo portiere.

## Palmarès

### Club

#### Competizioni nazionali
- Primera B Nacional: 1

Vélez Sarsfield: 1943